# Hubert Bruls
Hubertus Maria Franciscus (Hubert) Bruls (Nuth, 6 februari 1966) is een Nederlands politicoloog, politicus en bestuurder. Hij is lid van het CDA. Sinds 21 mei 2012 is hij burgemeester van Nijmegen.

## Opleiding en carrière
Na het vwo (gymnasium B aan het Bisschoppelijk College te Sittard) volgde Bruls vanaf 1984 een opleiding politicologie, afstudeerrichting politicologie en economie, aan de Katholieke Universiteit Nijmegen. Hij was vervolgens van 1993 tot 1999 regiobestuurder bij ambtenarenvakbond NOVON/ABVAKABO.

## Politieke carrière
Bruls sloot zich in 1986 aan bij het CDJA, de politieke jongerenorganisatie van het CDA. Na in 1998 verkozen te zijn tot gemeenteraadslid in Nijmegen, werd hij er in 1999 wethouder van onderwijs en regionale en economische zaken. Bruls was van 23 mei 2002 tot 1 oktober 2005 Tweede Kamerlid voor het CDA. In de Tweede Kamer hield hij zich bezig met arbeidsmarktbeleid en werkgelegenheid, arbeid en zorg, grotestedenbeleid en infrastructuurprojecten in Gelderland.

## Burgemeester van Venlo
Op 1 oktober 2005 werd Bruls burgemeester van Venlo. Na de fusie van Venlo op 1 januari 2010 met Arcen en Velden was hij waarnemend burgemeester van de nieuwe gemeente Venlo en per 1 juli 2010 werd hij benoemd als burgemeester van die nieuwe gemeente.

## Burgemeester van Nijmegen
Op 2 maart 2012 werd Bruls door de gemeenteraad van Nijmegen voorgedragen als burgemeester, als opvolger van Thom de Graaf. In een persconferentie liet hij weten, dat hij de opening van de Floriade in Venlo wilde meemaken als burgemeester. Hij verwachtte daarom in mei of juni 2012 in Nijmegen te worden benoemd als nieuwe burgemeester.
Op 30 maart 2012 werd Bruls door de ministerraad als burgemeester van Nijmegen voorgedragen; hij werd op 21 mei 2012 benoemd. Zijn waarnemend voorganger in Nijmegen, Wim Dijkstra, werd zijn waarnemer in Venlo totdat Antoin Scholten als burgemeester van Venlo benoemd werd.
Als burgemeester van Nijmegen is Bruls tevens voorzitter van de Veiligheidsregio Gelderland-Zuid. In oktober 2016 werd hij voorzitter van het landelijke Veiligheidsberaad, waar de voorzitters van de 25 veiligheidsregio's in zitten. In deze functie kwam hij met regelmaat landelijk in het nieuws tijdens de coronacrisis in Nederland. Met ingang van 1 april 2023 werd Wouter Kolff voorzitter van het Veiligheidsberaad. Van 2014 tot 2022 was hij vicevoorzitter van de Vereniging van Nederlandse Gemeenten (VNG).
Op 19 april 2023 werd Bruls gedecoreerd tot Officier in de Orde van Oranje-Nassau. Bruls werd op 20 december 2023 door de Nijmeegse gemeenteraad voorgedragen voor een derde termijn als burgemeester.

## Persoonlijk
Bruls is gehuwd en heeft twee dochters. Hij is rooms-katholiek.
- Parlement.com: vg9fgopzeyy8